# Рудольф Ліпшиц
Рудольф Отто Сігізмунд Ліпшиц (нім. Rudolf Otto Sigismund Lipschitz) (14 травня 1832, Кенігсберг — 7 жовтня 1903, Бонн) — німецький математик, відомий своїми фундаментальними внесками у розвиток математичного аналізу (серед них Ліпшицеве відображення, стала Ліпшиця, та ін.). Член Геттінгенської академії наук. У 1874—1875 роках був ректором Боннського університету.